# Kai Donner
Karl Reinhold (Kai) Donner (1. duben 1888, Helsinky, Finsko – 12. únor 1935, Helsinky) byl významný finský jazykovědec, etnograf a politik. Zároveň představoval klíčovou postavu pravicového politického hnutí Lapuan liike a proslavil se zejména svými dvěma cestami do oblasti Sibiře.

## Život
Narodil se v Helsinkách. Po dokončení střední školy v roce 1906 začal studovat ugrofinskou filologii na Helsinské univerzitě. Nějakou dobu také studoval v zahraničí. V roce 1908 započal studovat na univerzitě v Budapešti, od roku 1911 pak společně s Bronisławem Malinowskim studoval na Cambridgeské univerzitě.
V letech 1911–1914 podnikl dvě významné expedice do oblasti Sibiře, avšak první světová válka přerušila jeho vědeckou práci a Donner začal být aktivní ve finském hnutí za nezávislost. Hnutí posílalo mladé muže do Německa k vojenskému výcviku a připravovalo je na ozbrojený boj za nezávislost na carském Rusku. Mezi léty 1916–1917 pobýval v exilu ve Stockholmu. V letech 1917–1918 na stejném místě působil jako vojenský atašé. Během finské občanské války Donner sloužil jako pobočník generála Gustafa Mannerheima.
Od roku 1918 byl členem představenstva Ugrofinského spolku (finsky Suomalais-Ugrilaisen seura). V roce 1920 obhájil disertační práci. V roce 1921 obdržel licenciát filozofie a o dva roky později se stal doktorem filozofie. Od roku 1924 působil jako docent uralských jazyků na Helsinské univerzitě. Rovněž byl v letech 1920–1922 hlavní redaktor politických novin Suunta. Ve dvacátých a třicátých letech byl také jedním z nejvlivnějších vůdců pravicového hnutí z Lapua (finsky Lapuan liike).
Přestože je jedním z průkopníků moderních antropologických metod prací v terénu, jeho práce jsou velmi málo známé.

## Rodina
Pocházel z významné akademické rodiny. Jeho otcem byl senátor Otto Donner, jenž byl rovněž prvním profesorem srovnávací lingvistiky a profesorem sanskrtu, který v roce 1883 založil Ugrofinský spolek.
Jeho starší bratr Ossian byl senátor a diplomat. Jeho synovec Patrick Donner vedl jako první finskou diplomatickou misi v Londýně 1919–1925.
Měl šest dětí. Tři dcery a tři syny. Je otcem finského politika a filmového producenta Jörna Donnera a geologa Joakima Donnera. Nejmladší syn Jörn v současnosti publikuje otcovy výzkumy a napomáhá tomu, aby se otcovy práce dostaly k širšímu okruhu čtenářů, než tomu bylo doposud.

## Cesty

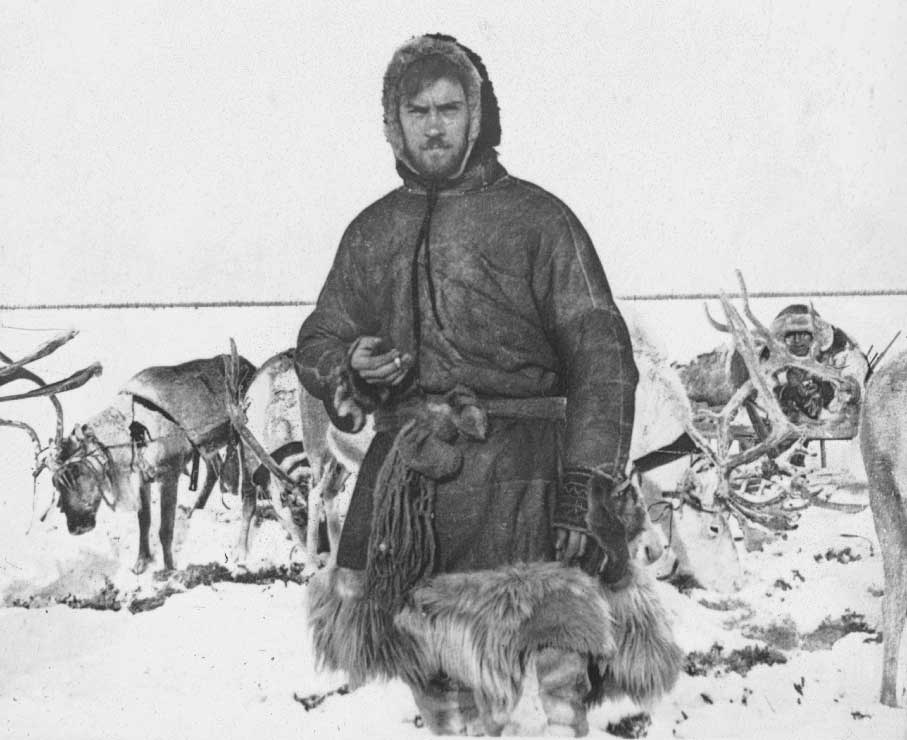
Expedice do oblasti Sibiře, 1913.

Své cesty podnikal za účelem pozorování samojedských jazyků a zvyků. U samojedských národů si získal důvěru, dokázal se přizpůsobit jejich způsobu života a podařilo se mu sesbírat materiál především dvou samojedských jazyků - selkupštiny a kamasinštiny. Popisoval i tamní náboženské rituály a publikoval významné fotografie.

### První cesta
První cesta mu trvala přes 20 měsíců. Podnikl ji v letech 1911–1913 kolem horního toku řeky Ob a kolem řeky Jenisej. Cestu započal v Petrohradě, odtud cestoval vlakem na Sibiř. Dále pokračoval přes Tomsk a Narym. Kvůli problémům se zuby se musel vrátit v srpnu 1912 zpět do Tomsku. V prosinci 1912 se dostal do Dudinky a v červnu 1913 se opět vrátil přes Tomsk, Perm a Petrohrad do Helsinek. Pro mladého badatele nebyla cesta vůbec snadná, často mu ji komplikovala nepřízeň počasí a sibiřské klima mu nejednou zasáhlo do jeho plánů.

### Druhá cesta
Jeho druhá cesta proběhla v létě roku 1914 po dokončení jeho magisterského studia a vedla kolem řeky Ob, řeky Irtyš a kolem horního toku řeky Jenisej. Cestu opět započal v Helsinkách, posléze pokračoval přes Petrohrad do Narymu. Navštívil kupříkladu i Tobolsk. Donner se ze své druhé cesty vrátil v říjnu roku 1914. Během cesty nashromáždil 2363 slov v kamasinštině.

## Díla
Napsal čtyři etnografické práce. Donnerův živý, holistický přístup k terénnímu výzkumu se dá srovnat s přístupem Matthiase Alexandera Castréna. Jeho díla jsou nejčastěji překládána do němčiny a francouzštiny.

### Seznam etnografických prací
- Sibiriska noveller (1919)
- Siperian samojedien keskuudessa 1911–1913 ja 1914 (1923)
  - Kniha Siperian samojedien keskuudessa 1911–1913 ja 1914 (Mezi Samojedy na Sibiři) je o Donnerově expedici na severní Sibiř v letech 1911–1913, při které se zabýval studiem jazyka i kultury samojedských národů. Detailně zapisoval své zkušenosti a podrobnosti do deníku. V díle popisuje těžký život těchto národů, nutnost zvládat život v extrémních podmínkách a kromě jiného se zmiňuje i o početné skupině především Finů a Rusů, kteří z různých důvodů byli vykázání do této nehostinné oblasti.
  - Kniha byla přeložena i do angličtiny s názvem Among the Samoyed in Siberia.
  - Česky kniha vyšla pod názvem Na Sibiři mezi Samojedy v překladu Anežky Melounové (Dauphin, 2018).
- Sibirien: folk och forntid (1933)
- Ethnological notes about the Yenisey-Ostyak (in the Turukhansk region) (1933)

### Další díla
- Über die anlautenden labialen Spiranten und Verschlusslaute im Samojedischen und Uralischen (1920)
- H. Paasonens Ostjakisches Wörterbuch nach den Dialekten an der Konda und am Jugan (1926)
- Samojedische Worterverzeichnisse (1932)
- Sotamarsalkka, vapaaherra Mannerheim (1934)
- Kamassisches Wörterbuch nebst Sprachproben und Hauptzügen der Grammatik (1944)